# Коттонвуд-Фоллс (Канзас)
Коттонвуд-Фоллс (англ. Cottonwood Falls) — місто (англ. city) в США, в окрузі Чейс штату Канзас. Населення — 851 особа (2020).

## Географія
Коттонвуд-Фоллс розташований за координатами 38°22′9″ пн. ш. 96°32′34″ зх. д. / 38.36917° пн. ш. 96.54278° зх. д. (38.369105, -96.542753).  За даними Бюро перепису населення США в 2010 році місто мало площу 1,54 км², з яких 1,53 км² — суходіл та 0,01 км² — водойми. В 2017 році площа становила 1,65 км², з яких 1,64 км² — суходіл та 0,01 км² — водойми.

## Демографія
Згідно з переписом 2010 року, у місті мешкали 903 особи в 342 домогосподарствах у складі 205 родин. Густота населення становила 586 осіб/км².  Було 414 помешкання (269/км²).
Расовий склад населення:
| - 93,9 % — білих - 3,4 % — чорних або афроамериканців - 0,2 % — азіатів - 1,1 % — осіб інших рас |

До двох чи більше рас належало 1,3 %. Частка іспаномовних становила 7,0 % від усіх жителів.
За віковим діапазоном населення розподілялося таким чином: 20,2 % — особи молодші 18 років, 56,5 % — особи у віці 18—64 років, 23,3 % — особи у віці 65 років та старші. Медіана віку мешканця становила 43,3 року. На 100 осіб жіночої статі у місті припадало 99,3 чоловіків;  на 100 жінок у віці від 18 років та старших — 100,3 чоловіків також старших 18 років.
Середній дохід на одне домашнє господарство  становив 48 274 долари США (медіана — 35 547), а середній дохід на одну сім'ю — 60 662 долари (медіана — 51 806). Медіана доходів становила 46 083 долари для чоловіків та 26 250 доларів для жінок. За межею бідності перебувало 7,0 % осіб, у тому числі 0,9 % дітей у віці до 18 років та 10,1 % осіб у віці 65 років та старших.
Цивільне працевлаштоване населення становило 366 осіб. Основні галузі зайнятості: освіта, охорона здоров'я та соціальна допомога — 21,9 %, виробництво — 16,7 %, публічна адміністрація — 11,5 %, мистецтво, розваги та відпочинок — 9,3 %.